# 中嶌重富
中嶌 重富（なかじま しげとみ、1947年 - ）は、日本の実業家。

## 人物
1947年（昭和22年）東京都生まれ。1966年（昭和41年）東京都立千歳丘高等学校卒業後、三井銀行に入行。
国領支店、本店手形交換課、蒲田支店、人事部研修所、恵比寿支店を経て名古屋駅前支店融資課長、
神保町支店得意先課長を歴任。1989年（平成元年）7月末銀行退職。同年8月に翻訳会社の常務取締役就任。
同社を2004年（平成16年）2月末に退社。同年4月アラヤ株式会社を設立し代表取締役就任。

## 著書
- 2006年「56歳での起業。」トランスワールドジャパン株式会社　ISBN 4-925112-88-0
- 2010年「起業適齢期」(56歳だから実現できた「ブランド」）ダイヤモンド社 ISBN 978-4-478-00965-9